# Newland
Newland és una població dels Estats Units i seu del comtat d'Avery a l'estat de Carolina del Nord. Segons el cens del 2000 tenia 704 habitants.

## Demografia
Segons el cens del 2000, Newland tenia 704 habitants, 334 habitatges i 207 famílies. La densitat de població era de 405,7 habitants per km².
Dels 334 habitatges en un 25,7% hi vivien nens de menys de 18 anys, en un 42,5% hi vivien parelles casades, en un 15,9% dones solteres, i en un 38% no eren unitats familiars. En el 34,7% dels habitatges hi vivien persones soles el 17,7% de les quals corresponia a persones de 65 anys o més que vivien soles. El nombre mitjà de persones vivint en cada habitatge era de 2,09 i el nombre mitjà de persones que vivien en cada família era de 2,63.
Per edats la població es repartia de la següent manera: un 20,3% tenia menys de 18 anys, un 9,9% entre 18 i 24, un 26,7% entre 25 i 44, un 22,9% de 45 a 60 i un 20,2% 65 anys o més.
L'edat mediana era de 40 anys. Per cada 100 dones de 18 o més anys hi havia 84,5 homes.
La renda mediana per habitatge era de 24.375 $ i la renda mediana per família de 33.875 $. Els homes tenien una renda mediana de 22.917 $ mentre que les dones 24.500 $. La renda per capita de la població era de 18.344 $. Entorn del 16,3% de les famílies i el 21,2% de la població estaven per davall del llindar de pobresa.

## Poblacions més properes
El següent diagrama mostra les poblacions més properes.